# ブラッド・ボックスバーガー
ブラッドリー・ジョージ・ボックスバーガー（Bradley George Boxberger, 1988年5月27日 - ）は、アメリカ合衆国カリフォルニア州オレンジ郡タスティン出身のプロ野球選手（投手）。右投右打。フリーエージェント（FA）。愛称はボックス。

## 経歴

### プロ入り前
2006年のMLBドラフト20巡目（全体587位）でカンザスシティ・ロイヤルズから指名されたが、契約せずに南カリフォルニア大学へ進学した。

### プロ入りとレッズ傘下時代
2009年のMLBドラフト1巡目追補（全体43位）でシンシナティ・レッズから指名され、プロ入り。

### パドレス時代

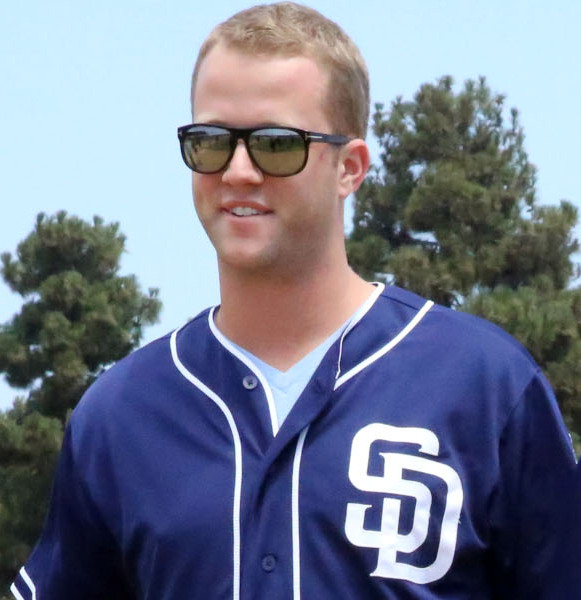
サンディエゴ・パドレス時代
（2013年）

2011年12月17日にマット・レイトスとの1対4のトレードで、ヨンダー・アロンソ、ヤズマニ・グランダル、エディンソン・ボルケスと共にサンディエゴ・パドレスへ移籍した。
2012年6月10日のミルウォーキー・ブルワーズ戦でメジャーデビューを果たした。昇格後も高い奪三振率を記録したが、制球は不安定だった。

### レイズ時代
2014年1月22日にアレックス・トーレス、ジェシー・ハンとのトレードで、ローガン・フォーサイスらと共にタンパベイ・レイズへ移籍した。レイズ移籍初年度にブレイクを果たす。63試合にリリーフ登板し、メジャーでは自己ベストの防御率2.37を記録。メジャー初勝利も記録、64.2イニングで104の三振を奪い、奪三振率は14.5と非常に高い数値を残した。チームのリリーフ陣ではジェイク・マギーに次ぐ低防御率であり、ブルペンの柱として活躍した。
2015年は抑えで起用され、自己最多の69試合に登板してアメリカンリーグトップの41セーブを記録した。また、オールスターのメンバーにも選出された。しかし、これらの実績とは裏腹に投球内容が優れていたとは言い難かった。まず、防御率は前年から1.50近く悪化し、3.71まで上昇した。更に4勝10敗と大きく負け越したほか、奪三振率も大幅に低下した。
2016年は短内転筋の故障の手術を受けた為、開幕を故障者リスト入りして迎えた。しかし、復帰した試合で斜筋に違和感を発症し、故障者リストに逆戻りとなった。これらの影響で出番は限定的になり、27試合のリリーフ登板で4勝3敗、防御率4.81という成績に留まった。また、24.1イニングで19四球を出して自己ワーストを更新する与四球率7.0を記録するなど、制球面で更に荒れた。
2017年は30試合登板して4勝4敗、防御率3.38、40奪三振を記録した。

### ダイヤモンドバックス時代
2017年11月30日にカーティス・テイラーとのトレードで、アリゾナ・ダイヤモンドバックスへ移籍した。
2018年は抑えとして起用され、3年ぶりの60試合登板で32セーブを記録したが、9月に9試合で防御率11.37と調子を崩し、平野佳寿と配置転換した。オフの11月30日にノンテンダーFAとなった。

### ロイヤルズ時代
2019年2月7日にロイヤルズと1年総額220万ドル（+最大100万ドルの出来高）で契約を結んだ。6月26日にDFAとなり、7月1日に自由契約となった。

### ナショナルズ傘下時代
2019年7月12日にワシントン・ナショナルズとマイナー契約を結んだ。傘下のAA級ハリスバーグ・セネターズでプレーしていたが、8月4日に自由契約となった。

### レッズ傘下復帰
2019年8月6日にレッズとマイナー契約を結んだ。傘下のAAA級ルイビル・バッツでプレーしていたが、8月23日に自由契約となった。

### マーリンズ時代
2020年2月14日にマイアミ・マーリンズとマイナー契約を結び、スプリングトレーニングに招待選手として参加することになった。7月23日にメジャー契約を結んで40人枠入りした。オフの10月28日にFAとなった。

### ブルワーズ時代
2021年2月にミルウォーキー・ブルワーズとマイナー契約を結び、スプリングトレーニングに招待選手として参加することになった。3月26日に一旦自由契約となるが、28日に改めてマイナー契約を結び直した。シーズン開幕後の4月6日にメジャー契約を結んでアクティブ・ロースター入りした。4月の終盤からはチームに欠かせない存在となった。最終的にチーム最多の71試合に登板した。オフの11月3日にFAとなった。
2022年3月14日にブルワーズと1年総額250万ドル+55万ドルの出来高で再契約を結んだ。球団所有の2023年の契約延長オプションがある。ブルワーズにとってロックアウト後初の契約となった。
2022年10月11日に球団側がオプションを廃棄し、FAとなった。

### カブス時代
2022年11月23日にシカゴ・カブスと1年総額200万ドル+80万ドルの出来高で契約を結んだ。背番号は29。相互所有の1年総額500万ドルの契約延長オプションが含まれている。
2023年オフの11月3日に契約延長オプションを破棄して、FAとなった。

## 選手としての特徴
90～95mph（約144.8km/h～152.9km/h）のフォーシーム、80mph（約128.7km/h）前後のチェンジアップの2球種で全投球の9割以上を占める。他にはスライダーとツーシームも投げる。マイナー時代はカーブも投げていた。最速は2021年に計測した96.6mph（約155.5km/h）。

## 家族
父のロッド・ボックスバーガーも南カリフォルニア大学出身の投手で、1978年のMLBドラフト1巡目（全体11位）でヒューストン・アストロズに入団したが、メジャーには昇格できずに終わっている。

## 詳細情報

### 年度別投手成績
| 年 度     | 球 団     | 登 板 | 先 発 | 完 投 | 完 封 | 無 四 球 | 勝 利 | 敗 戦 | セ 丨 ブ | ホ 丨 ル ド | 勝 率 | 打 者 | 投 球 回 | 被 安 打 | 被 本 塁 打 | 与 四 球 | 敬 遠 | 与 死 球 | 奪 三 振 | 暴 投 | ボ 丨 ク | 失 点 | 自 責 点 | 防 御 率 | W H I P |
| --------- | --------- | ----- | ----- | ----- | ----- | -------- | ----- | ----- | -------- | ----------- | ----- | ----- | -------- | -------- | ----------- | -------- | ----- | -------- | -------- | ----- | -------- | ----- | -------- | -------- | ------- |
| 2012      | SD        | 24    | 0     | 0     | 0     | 0        | 0     | 0     | 0        | 1           | ----  | 120   | 27.2     | 22       | 3           | 18       | 1     | 2        | 33       | 0     | 0        | 12    | 8        | 2.60     | 1.45    |
| 2013      | SD        | 18    | 0     | 0     | 0     | 0        | 0     | 1     | 1        | 0           | .000  | 94    | 22.0     | 19       | 3           | 13       | 0     | 0        | 24       | 0     | 0        | 9     | 7        | 2.86     | 1.46    |
| 2014      | TB        | 63    | 0     | 0     | 0     | 0        | 5     | 2     | 2        | 19          | .714  | 247   | 64.2     | 34       | 9           | 20       | 0     | 4        | 104      | 3     | 2        | 17    | 17       | 2.37     | 0.84    |
| 2015      | TB        | 69    | 0     | 0     | 0     | 0        | 4     | 10    | 41       | 2           | .286  | 271   | 63.0     | 54       | 9           | 32       | 5     | 2        | 74       | 5     | 1        | 29    | 26       | 3.71     | 1.37    |
| 2016      | TB        | 27    | 0     | 0     | 0     | 0        | 4     | 3     | 0        | 7           | .571  | 114   | 24.1     | 23       | 3           | 19       | 1     | 2        | 22       | 0     | 0        | 13    | 13       | 4.81     | 1.73    |
| 2017      | TB        | 30    | 0     | 0     | 0     | 0        | 4     | 4     | 0        | 5           | .500  | 121   | 29.1     | 23       | 4           | 11       | 3     | 1        | 40       | 1     | 0        | 11    | 11       | 3.38     | 1.16    |
| 2018      | ARI       | 60    | 0     | 0     | 0     | 0        | 3     | 7     | 32       | 1           | .300  | 235   | 53.1     | 44       | 9           | 32       | 4     | 1        | 71       | 3     | 0        | 30    | 26       | 4.39     | 1.43    |
| 2019      | KC        | 29    | 0     | 0     | 0     | 0        | 1     | 3     | 1        | 0           | .250  | 122   | 26.2     | 25       | 3           | 17       | 0     | 1        | 27       | 1     | 0        | 16    | 16       | 5.40     | 1.58    |
| 2020      | MIA       | 23    | 0     | 0     | 0     | 0        | 1     | 0     | 0        | 6           | 1.000 | 79    | 18.0     | 17       | 3           | 8        | 0     | 1        | 18       | 0     | 0        | 7     | 6        | 3.00     | 1.39    |
| 2021      | MIL       | 71    | 0     | 0     | 0     | 0        | 5     | 4     | 4        | 23          | .556  | 266   | 64.2     | 44       | 8           | 25       | 1     | 6        | 83       | 3     | 0        | 26    | 24       | 3.34     | 1.07    |
| 2022      | MIL       | 70    | 0     | 0     | 0     | 0        | 4     | 3     | 1        | 30          | .571  | 268   | 64.0     | 52       | 6           | 27       | 1     | 2        | 68       | 0     | 0        | 23    | 21       | 2.95     | 1.23    |
| 2023      | CHC       | 22    | 0     | 0     | 0     | 0        | 0     | 1     | 2        | 1           | .000  | 84    | 20.0     | 15       | 3           | 11       | 1     | 1        | 17       | 0     | 0        | 11    | 11       | 4.95     | 1.30    |
| MLB：12年 | MLB：12年 | 506   | 0     | 0     | 0     | 0        | 31    | 38    | 84       | 95          | .449  | 2021  | 477.2    | 372      | 63          | 233      | 17    | 23       | 581      | 16    | 3        | 204   | 186      | 3.50     | 1.27    |

- 2023年度シーズン終了時
- 各年度の太字はリーグ最高

### 年度別守備成績
| 年 度 | 球 団 | 投手（P） | 投手（P） | 投手（P） | 投手（P） | 投手（P） | 投手（P） |
| 年 度 | 球 団 | 試 合     | 刺 殺     | 補 殺     | 失 策     | 併 殺     | 守 備 率  |
| ----- | ----- | --------- | --------- | --------- | --------- | --------- | --------- |
| 2012  | SD    | 24        | 0         | 0         | 3         | 0         | .000      |
| 2013  | SD    | 18        | 3         | 3         | 0         | 1         | 1.000     |
| 2014  | TB    | 63        | 1         | 5         | 0         | 0         | 1.000     |
| 2015  | TB    | 69        | 1         | 6         | 2         | 0         | .778      |
| 2016  | TB    | 27        | 2         | 3         | 0         | 0         | 1.000     |
| 2017  | TB    | 30        | 5         | 5         | 0         | 0         | 1.000     |
| 2018  | ARI   | 60        | 0         | 5         | 0         | 0         | 1.000     |
| 2019  | KC    | 29        | 3         | 0         | 0         | 0         | 1.000     |
| 2020  | MIA   | 23        | 3         | 2         | 0         | 1         | 1.000     |
| 2021  | MIL   | 71        | 4         | 4         | 1         | 0         | .889      |
| 2022  | MIL   | 70        | 3         | 2         | 1         | 0         | .833      |
| 2023  | CHC   | 22        | 4         | 3         | 0         | 1         | 1.000     |
| MLB   | MLB   | 506       | 29        | 38        | 7         | 3         | .905      |

- 2023年度シーズン終了時

### タイトル
- 最多セーブ投手：1回（2015年）

### 記録
- MLBオールスターゲーム選出：1回（2015年）

### 背番号
- 29（2012年 - 2013年）
- 26（2014年 - 2017年、2019年）
- 31（2018年）
- 33（2020年）
- 45（2021年 - 2022年）
- 29（2023年）